# فوهلندورف (شلسویگ-هولشتاین)
فوهلندورف (به آلمانی: Fuhlendorf) یک شهر در آلمان است که در زگه‌برگ واقع شده‌است. فوهلندورف ۳۹۷ نفر جمعیت دارد.